# Bujniczy (stacja kolejowa)
Bujniczy (biał. Буйнічы; ros. Буйничи) – stacja kolejowa w miejscowości Bujniczy i w pobliżu granic Mohylewa, w rejonie mohylewskim, w obwodzie mohylewskim, na Białorusi. Leży na linii Orsza - Mohylew - Żłobin.
Stacja istniała przed II wojną światową.